# 25 Miles to Kissimmee
25 Miles to Kissimmee — пятый студийный альбом немецкой поп-рок-группы Fool's Garden, выпущенный в 2003 году лейблом Polydor Records. В заглавном треке рассказывается о девушке, которая пытается соблазнить своего женатого пассажира. Она увозит его на двадцать пять миль (40 км.) от города без всяких причин.

## Об альбоме
Критики отрицательно оценили альбом из-за того, что композиции из 25 Miles to Kissimmee грустные и совсем невесёлые, отмечая, что у альбома полностью отсутствует какая-либо концепция. Однако, по мнению немецкого портала laut.de, в альбоме всё же есть хорошие песни. Баллады «Glory» и «Reason» описываются как очень «красивые», «чувствительные», «честные и искренние». Они открывают слушателю новый взгляд на мир.
Песни «Closer» и «Silence» рассказывают о тяготах разлуки, о любви к близким. А песня «I Won't Kill Myself» призывает людей любить свою жизнь, никогда не подвергать её опасности, не совершать суицид.
Альбом был неуспешен в коммерческом плане, поэтому стал причиной творческого кризиса в группе. Затрещали как контрактные, так и внутренние отношения. В итоге, группу покинули Томас Мангольд, Роланд Рёль и Ральф Вохеле. Но в этом же году к группе присоединились Габриэль Хольц, Дирк Блюмлейн и Клаус Мюллер. Последние два музыканта сотрудничали с Фолькером Хинкелем в создании и записи его сольного альбома Not A Life-Saving Device. Кадровые перестановки также зафиксировались и в названии группы: с того времени группа стала называться Fools Garden (без апострофа).
После ухода из Fool's Garden Томас Мангольд и Роланд Рёль организовали своё рекламное агентство и типографию, занимающуюся печатью обложек для CD- и DVD-дисков. Мангольд продолжил музыкальную карьеру, играя на бас-гитаре во множестве различных групп. Ральф Вохеле был принят в кавер-группу CoverUp, в которой он участвует до сих пор.

## Список композиций
1. «Closer» — 3:34
2. «Tears Run Dry» — 5:37
3. «Dreaming» (оригинальная версия) — 3:51
4. «Bighouse Pyromaniac» — 3:21
5. «Bighouse» (reprise) — 1:12
6. «Material World» — 4:37
7. «Reason» — 4:32
8. «Glory» — 4:41
9. «25 Miles to Kissimmee» — 3:35
10. «Silence» — 3:59
11. «I Won't Kill Myself» — 3:23
12. «Ismael» — 3:42
13. «Rolling Home» — 2:45
14. «Closer» (версия 2001) — 4:35

## Участники записи
- Петер Фройденталер — вокал
- Фолькер Хинкель  — гитара, бэк-вокал
- Ральф Вохеле  — ударные
- Роланд Рёль — клавишные
- Томас Мангольд  — бас-гитара
- Гельмут Гаттлер — бас-гитара в «Tears Run Dry», «Material World» и «I Won't Kill Myself»
- Йохен Шмельбах — ударные в «Tears Run Dry», «Material World» и «25 Miles to Kissimmee»